# Burhar
Burhar är en ort i Indien.   Den ligger i distriktet Shahdol och delstaten Madhya Pradesh, i den centrala delen av landet, 700 km sydost om huvudstaden New Delhi. Burhar ligger 486 meter över havet och antalet invånare är 18 191.
Terrängen runt Burhar är platt. Runt Burhar är det ganska tätbefolkat, med 199 invånare per kvadratkilometer. Närmaste större samhälle är Shahdol, 19,4 km nordväst om Burhar. Trakten runt Burhar består till största delen av jordbruksmark.